# Andruris
Andruris  es un género de fanerógamas perteneciente a la familia Triuridaceae. Comprende 17 especies.

## Especies seleccionadas
- Andruris andojensis
- Andruris anisophylla
- Andruris australasica